# Yucca (Arizona)
Yucca es un lugar designado por el censo ubicado en el condado de Mohave en el estado estadounidense de Arizona. En el Censo de 2010 tenía una población de 126 habitantes y una densidad poblacional de 21,75 personas por km².

## Geografía
Yucca se encuentra ubicado en las coordenadas 34°51′47″N 114°8′46″O / 34.86306, -114.14611. Según la Oficina del Censo de los Estados Unidos, Yucca tiene una superficie total de 5.79 km², de la cual 5.79 km² corresponden a tierra firme y (0%) 0 km² es agua.

## Demografía
Según el censo de 2010, había 126 personas residiendo en Yucca. La densidad de población era de 21,75 hab./km². De los 126 habitantes, Yucca estaba compuesto por el 92.86% blancos, el 0.79% eran afroamericanos, el 3.97% eran amerindios, el 0% eran asiáticos, el 0% eran isleños del Pacífico, el 0% eran de otras razas y el 2.38% pertenecían a dos o más razas. Del total de la población el 11.9% eran hispanos o latinos de cualquier raza.